# Teviston
Teviston statisztikai település az USA Kalifornia államában, Tulare megyében. Lakosainak száma 1185 fő (2020. április 1.).

## Népesség
A település népességének változása:

| 2010 | 1 214 |
| 2020 | 1 185 |